# Pimpinella reenensis
Pimpinella reenensis är en flockblommig växtart som beskrevs av Karl Rechinger. Pimpinella reenensis ingår i släktet bockrötter, och familjen flockblommiga växter. Inga underarter finns listade i Catalogue of Life.